# George Cholmondeley (vicomte Malpas)
Pour les articles homonymes, voir George Cholmondeley.
George Cholmondeley, vicomte Malpas (17 octobre 1724 - 15 mars 1764) est un soldat britannique et député.

## Biographie
Il est le fils aîné de George Cholmondeley (3e comte de Cholmondeley), et de Mary Walpole, fille du premier ministre Robert Walpole. Il obtient le titre de vicomte Malpas lorsque son père devient troisième comte de Cholmondeley en 1733. Il participe à la bataille de Fontenoy en 1745 et obtient plus tard le grade de lieutenant-colonel au sein du 65e Régiment d'infanterie.
En 1754, il est élu à la Chambre des communes pour Bramber, poste qu'il occupe jusqu'en 1761, puis pour représenter le château de Corfe entre 1761 et 1764.
Il est colonel à vie du 65e régiment d'infanterie en 1760.
Lord Malpas est décédé en mars 1764, à l'âge de 39 ans, avant son père. Il épouse Hester Edwardes, fille de Francis Edwardes, 3e baronnet, en 1747. Son fils George Cholmondeley (1er marquis de Cholmondeley) succède à son grand-père en tant que 4e comte de Cholmondeley en 1770 et est créé marquis de Cholmondeley en 1815. Lady Malpas est décédée en 1794.